# Магориан, Мишель
Мишель Джэйн Магориан (англ. Michelle Jane Magorian, 6 ноября 1947, Портсмут, Англия) — английская детская писательница.
Мишель Магориан — автор таких известных произведений, как «Спокойной ночи, мистер Том» (англ. Goodnight Mister Tom), «Возвращение домой» (англ. Back Home) и «Маленькая песнь любви» (англ. A Little Love Song). 
Лауреат литературных премий Guardian Award и Costa Book Awards.
Книги Мишель Магориан пока не издавались на русском языке.